# Greater Letaba
Greater Letaba – gmina w Republice Południowej Afryki, w prowincji Limpopo, w dystrykcie Mopani. Siedzibą administracyjną gminy jest Modjadjiskloof.